# Internationales Oldtimer-Meeting Baden-Baden
Das Internationale Oldtimer-Meeting Baden-Baden findet jedes Jahr am zweiten Juliwochenende beim Kurhaus Baden-Baden statt. Bei dem Oldtimertreffen handelt es sich traditionsgemäß um einen Concours d’élégance automobile. Dabei steht jedes Jahr eine andere Automarke im Vordergrund.

## Historie
Das erste Oldtimer-Meeting in Baden-Baden organisierten Jean-Marc Culas, Kurdirektor Carl Friedrich Burger und Erich Braxmaier im Jahr 1976 – mit einem Teilnehmerfeld von 35 historischen Fahrzeugen. Etwa 1000 Besucher kamen damals in den Baden-Badener Kurpark, um die Oldtimer zu bestaunen. Seitdem wuchs die Veranstaltung kontinuierlich. 2024 nahmen insgesamt 365 Oldtimer von 81 verschiedenen Marken teil. Historische Automarken als Ehrengäste haben Tradition beim Internationalen Oldtimer-Meeting Baden-Baden. Mit Ferrari fing 1978 die Tradition der Ehrengastmarken an.

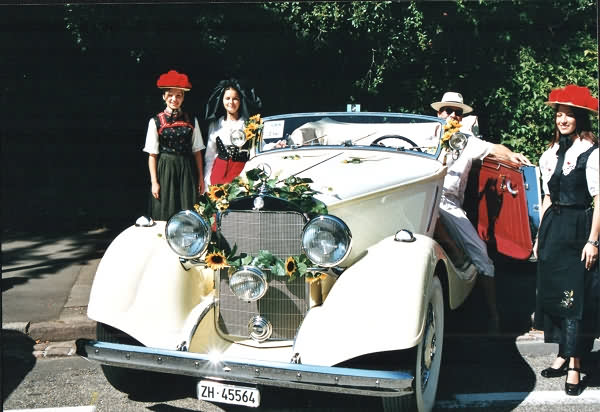
Ein historischer Mercedes-Benz beim Internationalen Oldtimer-Meeting Baden-Baden

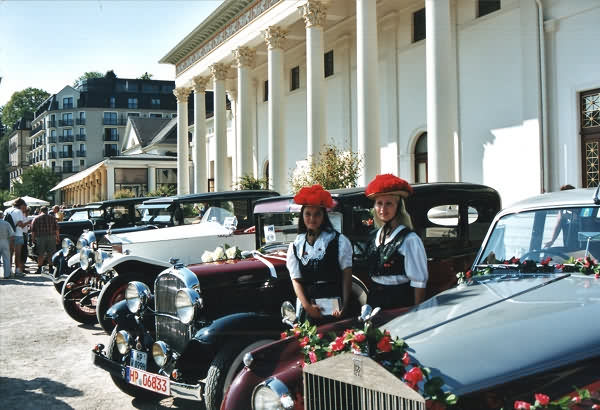
Die historischen Fahrzeuge vor dem Kurhaus

Ehrengastmarken des Oldtimer-Meetings Baden-Baden
- 2025: Audi mit den historischen Marken der Auto-Union
- 2024: Aston Martin
- 2023: Porsche
- 2022: Mercedes-Benz
- 2021: Bentley
- 2020: Ausfall der Veranstaltung aufgrund der Covid-19-Pandemie
- 2019: Bentley
- 2018: Ford (Mustang)
- 2017: Maserati
- 2016: Volkswagen
- 2015: Rolls-Royce
- 2014: Maserati
- 2013: BMW
- 2012: verschiedene französische Automobilmarken (Bugatti, Delahaye, Delage, Voisin, Hispano-Suiza, Panhard & Levassor)
- 2011: Mercedes-Benz
- 2010: Alfa Romeo
- 2009: Audi und Horch
- 2008: Mercedes-Benz
- 2007: Alfa Romeo
- 2006: Jaguar
- 2005: Lamborghini
- 2004: Bentley
- 2003: Bentley
- 2002: Maserati
- 2001: Alfa Romeo
- 2000: Bugatti
- 1999: Jaguar
- 1998: Chrysler und Jeep
- 1997: Fiat und Lancia
- 1996: Porsche
- 1995: Cadillac
- 1994: Alfa Romeo
- 1993: Renault, Peugeot und Citroen
- 1992: BMW
- 1991: Ferrari
- 1990: Rolls-Royce und Trabant
- 1989: Jaguar
- 1988: keine Ehrengastmarke
- 1987: Audi mit Horch
- 1986: Ford
- 1985: Opel
- 1984: Citroen
- 1983: Rolls-Royce
- 1982: Porsche
- 1981: Jaguar
- 1980: BMW
- 1979: Mercedes-Benz
- 1978: Ferrari

## Gegenwart
Am Oldtimertreffen nehmen inzwischen über 350 Fahrzeuge und jährlich etwa 20.000 Besucher aus ganz Europa teil. Im Jahr 2022 wurde dabei mit über 24.000 verkauften Tickets ein neuer Besucherrekord aufgestellt. Nach dem Tod des Initiators Jean-Marc Culas im Jahr 2011 übernahm dessen Sohn Marc Culas die Organisation der Veranstaltung und führt diese im Sinne seines Vaters fort. Jedes Jahr steht dabei eine andere Automarke als Ehrengastmarke im Mittelpunkt. Im Jahr 2011 wurde zusammen mit der Ehrengastmarke Mercedes-Benz deren 125. Jubiläum auf dem Oldtimertreffen feierlich begangen. Die Kurstadt Baden-Baden ist seit Juli 2021 UNESCO-Welterbe und wurde in die Kategorie „Great Spas of Europe“ aufgenommen. Unter diesen Rahmenbedingungen lockt das Oldtimer-Meeting noch mehr Gäste an.

## Concours d’élégance
Zum Concours d’élégance automobile zugelassen sind Fahrzeuge aller Marken, Fabrikate und Modelle bis Baujahr 1979. Unter den Oldtimern befinden sich nicht nur Modelle aus Deutschland. Auch zahlreiche Fahrzeuge aus Frankreich, den Vereinigten Staaten oder aus anderen Ländern schmücken den Garten im Kurhaus Baden-Baden. Die feierliche Siegerehrung am Sonntag stellt dabei den alljährlichen Höhepunkt der Veranstaltung dar. Geehrt werden die 120 schönsten Fahrzeuge.

### Jury und Bewertung
Bei der Bewertung wird zwischen Fahrzeugen unterschieden, die vor oder nach dem Zweiten Weltkrieg hergestellt wurden. Die Preisvergabe erfolgt dabei in verschiedenen Kategorien. Insgesamt werden 120 Preise vergeben.
Bewertungskriterien für die Jury sind:
- Zustand
- Seltenheitswert
- Originalität

In die Bewertung fließen auch Aspekte wie die Blumendekoration oder das „Costumes d’époque“. Die Jury setzt sich aus Automobildesignern, Ingenieuren und Vertretern des Veranstalters zusammen.

### Preise
Im Jahr 2012 wurden u. a. folgende Pokale verliehen:
- Grand Prix (bis 1945) – Der Hauptpreis für Vorkriegsfahrzeuge
- Grand Prix (nach 1945) – Der Hauptpreis des für Nachkriegsfahrzeuge
- Grand Prix der Ehrengastmarke – Hauptpreis für den schönsten Klassiker der Ehrengastmarke
- Clara-und-Karl-Zimmer-Preis – Ehrenpreis in Erinnerung an das Ehepaar Zimmer für das seltenste Fahrzeug
- Erich-Braxmeier-Preis – Erich Braxmeier war der große Förderer der ersten Stunde. Erinnerungspreis für den schönsten Oldtimer aus Baden-Baden
- Preis der Stadt Baden-Baden – Preis für den Automobilklassiker mit der weitesten Anreise
- Preis Baden-Baden Kur & Tourismus – Für den elegantesten Reisewagen
- Preis der Spielbank Baden-Baden – Alljährlich wird dieser Preis an den aufregendsten, zum ersten Mal teilnehmenden Automobilveteranen vergeben
- Preis Badische Neueste Nachrichten – Ehrenpreis für den schönsten Oldtimer aus Nordbaden
- Preis Julius Schmauder – Dieser Preis wird in Erinnerung an den Fahrzeuglenker Julius Schmauder an den schönsten deutschen Vorkriegswagen verliehen
- Preis Raymond Berg – Dieser Preis wird in Erinnerung an den Bugatti Enthusiasten Raymond Berg für den elegantesten Bugatti vergeben
- Preis Charlie Kappler – Dieser Preis wird in Erinnerung an einen der erfolgreichsten Rennfahrer der 20er Jahre für den aufregendsten Rennwagen vergeben
- Preis Raymond Berg – Dieser Preis wird an den sportlichsten Oldtimer verliehen
- Je 15 × 1. – 3. Preise in den jeweiligen Fahrzeug-Kategorien

## Rahmenprogramm
Vor Beginn des Oldtimertreffens findet für die Teilnehmer eine zweitägige Ausfahrt (eine sogenannte „Rallye“) in den Schwarzwald und ins Elsass statt. Das Freitags- und Wochenendsprogramm für Besucher und Teilnehmer umfasst traditionell eine nostalgische Gartenparty rund um das klassische Automobil im Kurgarten Baden-Baden. Dieser wird hierfür traditionell mit unzähligen Lampions und diversen Illuminationen geschmückt. Darüber hinaus werden Modenschauen und musikalische Darbietungen wie z. B. Jazz-Konzerte geboten. Im Jahr 2022 boten ein Auftritt der Stargeigerin Farida sowie eine Heißluftballonausstellung weitere Highlights inmitten des Oldtimertreffens.